# Vinjar Slåtten
Vinjar Slåtten (ur. 16 lipca 1990 w Oslo) – norweski narciarz dowolny. Specjalizuje się w jeździe po muldach. W 2018 roku wystartował na igrzyskach olimpijskich w Pjongczangu, gdzie był szósty. Był też między innymi siódmy w jeździe po muldach podczas mistrzostw świata w Sierra Nevada. Jego najlepszym sezonem był sezon 2012/2013, kiedy to zajął 104. miejsce w klasyfikacji generalnej, a w klasyfikacji jazdy po muldach uplasował się na 19. miejscu.

## Osiągnięcia

### Igrzyska olimpijskie
| Miejsce | Dzień     | Rok  | Miejscowość | Konkurencja      | Zwycięzca        |
| ------- | --------- | ---- | ----------- | ---------------- | ---------------- |
| 6.      | 12 lutego | 2018 | Pjongczang  | Jazda po muldach | Mikaël Kingsbury |

### Mistrzostwa świata
| Miejsce | Dzień       | Rok  | Miejscowość          | Konkurencja      | Zwycięzca                 |
| ------- | ----------- | ---- | -------------------- | ---------------- | ------------------------- |
| 34.     | 9 marca     | 2007 | Madonna di Campiglio | Jazda po muldach | Pierre-Alexandre Rousseau |
| 41.     | 10 marca    | 2007 | Madonna di Campiglio | Muldy podwójne   | Dale Begg-Smith           |
| 30.     | 7 marca     | 2009 | Inawashiro           | Jazda po muldach | Patrick Deneen            |
| 16.     | 8 marca     | 2009 | Inawashiro           | Muldy podwójne   | Alexandre Bilodeau        |
| 17.     | 2 lutego    | 2011 | Deer Valley          | Jazda po muldach | Guilbaut Colas            |
| 27.     | 5 lutego    | 2011 | Deer Valley          | Muldy podwójne   | Alexandre Bilodeau        |
| 9.      | 6 marca     | 2013 | Voss                 | Jazda po muldach | Mikaël Kingsbury          |
| DNF     | 8 marca     | 2013 | Voss                 | Muldy podwójne   | Alexandre Bilodeau        |
| 27.     | 18 stycznia | 2015 | Kreischberg          | Jazda po muldach | Anthony Benna             |
| 17.     | 19 stycznia | 2015 | Kreischberg          | Muldy podwójne   | Mikaël Kingsbury          |
| 7.      | 8 marca     | 2017 | Sierra Nevada        | Jazda po muldach | Ikuma Horishima           |
| DNF     | 9 marca     | 2017 | Sierra Nevada        | Muldy podwójne   | Ikuma Horishima           |

### Puchar Świata

#### Miejsca w klasyfikacji generalnej
- sezon 2009/2010: 157.
- sezon 2010/2011: 134.
- sezon 2011/2012: 120.
- sezon 2012/2013: 104.
- sezon 2013/2014: 192.
- sezon 2014/2015: 140.
- sezon 2015/2016: 148.
- sezon 2016/2017: 146.
- sezon 2017/2018: 169.

#### Miejsca na podium w zawodach
1. Deer Valley – 2 lutego 2012 (Jazda po muldach) – 3. miejsce